# 堀川亮
堀川亮（日语：／ Horikawa Ryō，1958年2月1日—），日本資深男性配音員、演員、旁白。出身於大阪府。身高165cm。O型血。

## 簡介
本名相同，青二Production時期用本名當藝名，2001年4月3日現在藝名改用堀川（將“亮”改成片假名）。
以前經歷青二Production、，現任國際媒體學院院長和附屬事務所Aslead Company執行董事、日本藝術專門學校特別講師。
為人熟悉的代表配音作品有動畫《名偵探柯南》系列的服部平次、《怪博士與機器娃娃》的查米山田、《七龍珠》系列的達爾、《雨色可可》的天見浩司、《史上最強弟子兼一》的谷本夏／隱者、《GS美神 極樂大作戰!!》男主角橫島忠夫、《聖鬥士星矢》的仙女座瞬、《六三四之劍》主角夏木六三四及出道作品《夢戰士WING-MAN》的廣野健太、《機動戰士鋼彈0083：Stardust Memory》的浦木宏、《銀河英雄傳說》系列的萊因哈特·馮·羅嚴克拉姆；遊戲《熱血系列》主角國夫和《任天堂明星大亂鬥系列》的鬥士飛隼隊長（來自《F-Zero系列》的主角）等。

### 生平
小學低年級開始以兒童演員身份投入演藝活動。之後主要於京都的太秦舉辦的在地舞台公演作為活動據點。曾經是劇團四季的團員。1984年，堀川參加電視動畫《夢戰士WING-MAN》主角廣野健太的配音徵選，結果獲得入選，正式成為他在聲優業界的出道作。此外，該動畫的錄音工作雖然是在動畫作業已經完成時進行，而堀川是先看過動畫的內容後，再默背劇本進行錄音作業。
獨協大學肄業。特長：游泳、打棒球、英語會話（有實用英語技能檢定準1級資格）。妻子及川瞳同樣從事配音工作。
喜歡的酒類是燒酒。雖然堀川有幾次曾經擔心健康問題，不過自己的想法仍是「永遠快樂般的品嘗酒精飲料」。
2020年5月，以YouTuber出道。同年6月，開啟官方個人網站和官方後援會。

### 特色
堀川從聲優出道以來的音域是男中音，主要聲演溫厚的好青年到冷徹的反派、以及競爭對手等，從《七龍珠Z》為貝基塔配音開始，到《神通小精靈》的原子力、《劍勇傳說YAIBA》的鬼丸猛和《名偵探柯南》的服部平次等等，多次經常為作品主角的競爭對手獻聲而廣為人知。

### 逸事
堀川在動畫鋼彈系列《機動戰士鋼彈0083：Stardust Memory》為此作品主角浦木宏獻聲以來，對他來說該動畫是他自己印象最深刻的。而讓堀川有印象深刻的關鍵是該動畫描寫主角浦木宏從初期開始，隨著故事劇情的發展，最後到了後期讓他成為成熟的戰士。
《GS美神》動畫化之際，動畫製作人關弘美表示搞笑型的主角橫島忠夫指定要讓堀川擔任，而堀川他自己也很高興的答應，並與千葉繁在同名作品一起演搞笑類型的角色時還得到動畫迷的認知度。後來，《GS美神》漫畫原作者椎名高志结婚時，椎名還邀請作品主角美神令子的聲優鶴弘美和堀川2人一起擔任婚禮主持人。
堀川在青山剛昌原作漫畫改編電視動畫《劍勇傳說YAIBA》幫鬼丸猛配音之後，接著在《名偵探柯南》開始幫主角江戶川柯南（工藤新一）的競爭對手、服部平次的配音至今。而堀川對自己能有機會繼續在青山的作品持續參演也表示期待。此外，堀川稍早擔任服部的配音之前，曾在第6話「情人節殺人事件」聲演只出現一集的小配角（角色名字叫皆川克彥，遭殺害的大學生）。

## 演出
粗體字表示要角色。

### 電視動畫
1984年
- 足球小將翼 (昭和版)（次藤洋、卡爾‧海因茲‧休奈德）
- Gu-Gu甘莫（日语：Gu-Guガンモ）（東條）
- 宗谷物語（日语：宗谷物語）（三原）
- 怪博士與機器娃娃（查米山田）
- 北斗神拳（科武、諾巴、沙烏剎（日语：サウザー (北斗の拳)）〈少年時期〉、拳四郎（日语：ケンシロウ）〈少年時期〉、時（日语：トキ (北斗の拳)）〈少年時期〉）
- 魔法小天使（馬戲團團員、城田正樹）
- 魔法妖精貝露莎（絹田陽一、托比）
- 名偵探福爾摩斯（薩爾·桑普頓、強尼、齊克）
- 夢戰士WING-MAN（日语：ウイングマン）（廣野健太）
- 請多指教跑車郎中（日语：よろしくメカドック）（間島、港雄二）

1985年
- 金比羅小子（日语：コンポラキッド）（世[8]）
- 鄰家女孩（吉田剛〈第2代〉）
- 怪博士與機器娃娃（坂本大輔）
- 高校！奇面組（日语：ハイスクール!奇面組）（米利堅作、筋力、香州伸行 他）
- 六三四之劍 青春篇（夏木六三四）

1986年
- 各位同學！心緣的圍巾（日语：生徒諸君!#テレビアニメ）（沖田成利）
- 聖鬥士星矢（仙女座瞬（日语：アンドロメダ星座の瞬）[9]）
- Bug甜心（日语：Bugってハニー）
- 楓葉鎮物語（米哈伊）
- Wonder Beat Scramble（日语：ワンダービートS）

1987年
- 超能力魔美（男孩）
- 鬼太郎 (第3作)（地獄童子、銀太、餓鬼C）
- 城市獵人（主持人、日向敏文、服務生）
- 七龍珠（查米山田）
- 高爾夫球手猿（日语：プロゴルファー猿）（影野小次郎）
- 北斗神拳2（雄武〈少年時代〉、連鎖、荷斯）
- 淑女小琳!!（日语：レディ!!#レディレディ!!）（亞瑟[10]）

1988年
- 超能力魔美（少年）
- 美味大挑戰（木崎）
- 奇天烈大百科（少年、狼、少年A、太郎）
- 甜蜜小天使 (1988年版)（徹、石田教練）
- 比利犬（日语：ビリ犬）（山田〈郵便屋〉）

1989年
- 超能力魔美（行雄）
- 烏龍少爺（日语：おぼっちゃまくん）
- 西瓜皮先生（佐藤健[11]）
- 新仙魔大戰（ヤマトウォーリア）
- 麵包超人（タンゴ）
- 勇者鬥惡龍 勇者阿貝爾傳說（阿德尼斯）
- 七龍珠Z（貝吉塔）
- 比利犬商會（青年）
- 魔法使莎莉 (1989年版)
- 黑色推銷員（直木純一）

1990年
- （邦彥）
- 功夫貓黨（麥可）
- 麵包超人（朝）
- 七龍珠Z特別篇：一個人的最終決戰 ～挑戰弗利薩的Z戰士 孫悟空之父～（日语：ドラゴンボールZ たったひとりの最終決戦〜フリーザに挑んだZ戦士 孫悟空の父〜）（貝吉塔）
- 神通小精靈（原子力[12]、江戶城千鶴〈代替〉）
- 夠了！阿太郎 (1990年版)（日语：もーれつア太郎）（錄影帶）
- 黑色推銷員（久留米星雄）

1991年
- 烏龍少爺（龍彥）
- 蓋特機器人號（納爾基斯子爵）
- 大耳鼠（史克森）
- 妙妙殭屍（日语：どろろんぱっ!）（麻由美的守護靈、魔界使者）
- 校園七大不可思議神秘事件（日语：ハイスクールミステリー学園七不思議）（藤井）

1992年
- 蠟筆小新（新幹線乘客 等）
- 麵包超人（スタンプぞうさん）
- 夢幻冒險 長靴貓的冒險（伊旺）
- 黑色推銷員（水野翔平）

1993年
- 足球風雲（齊木誠）
- 劍勇傳說YAIBA（鬼丸猛[13]、庄之助）
- GS美神（橫島忠夫[14]）
- 疾風無敵銀堡壘（龍健）
- 小小男子漢（足田秀人）
- 七龍珠Z（布偶Z戰士）
- 七龍珠Z 絕望的反抗!! 殘留的超級戰士·悟飯和特南克斯（日语：ドラゴンボールZ 絶望への反抗!!残された超戦士・悟飯とトランクス）（貝基塔）
- 奇蹟☆女孩（高村正樹）
- 幽☆遊☆白書（鴉）

1994年
- 奇天烈大百科（モグベエ）
- 景山民夫的雙重奇幻（日语：景山民夫のダブルファンタジー）（波克）
- 美少女戰士S（托馬斯）

1995年
- 動畫世界童話（日语：世界名作童話シリーズ ワ〜ォ!メルヘン王国）（王子）
- 怪盜Saint Tail（美里）
- 奇天烈大百科（理查）
- 麵包超人（おりがみまん）
- 七龍珠Z（貝吉特）
- 守護天使莉莉佳（布洛斯）
- NEO Hyper Kids（龍）
- 美少女戰士SuperS（碓冰芳樹）

1996年
- 鬼太郎 (第4作)（秀夫、五德貓）
- 少年H看到的戰爭（日语：少年H）
- 靈異教師神眉（佐佐木）
- 七龍珠GT（貝基塔、貝基塔Jr.）
- 名偵探柯南（皆川克彥）

1997年
- 名偵探柯南（1997年—，服部平次[15]）
- 吸血姬美夕（柚樹桂、學帽的哥哥、學生）
- 金田一少年之事件簿（柿本麻人、月島亮二）

1998年
- 金田一少年之事件簿（大野公平）
- 青澀之戀（井上隆）
- 怪博士與機器娃娃 (1997年版)（笑笑大王的家臣）
- 槍神Trigun（Mine the EG Mine）
- 熱沙霸王甘達拉（日语：熱沙の覇王ガンダーラ）（秘書）
- 甜蜜小天使 (1998年版)（ディカプリオ）
- 遊☆戲☆王（不破龍一）
- 吉本無知子物語（日语：ヨシモトムチッ子物語）（金枝跳蚤）

1999年
- 神奇寶貝（阿義）

2000年
- 蠟筆小新（尾鳥）

2001年
- 數碼寶貝03馴獸師之王（靈猴獸）

2003年
- 妮嘉尋親記（安東里奧）

2004年
- 怪傑佐羅利（伊努塔庫）
- 怪醫黑傑克（タク）

2005年
- 魔法少年賈修（ザルチム）

2006年
- 怪傑佐羅利（伊努塔庫）

2007年
- 史上最強弟子兼一（谷本夏／隱者）

2008年
- 丸少爺（味噌屋）

2009年
- Keroro軍曹（Geriri少佐）
- 七龍珠改（貝基塔）

2011年
- 哆啦A夢 (水田山葵版)（ユータ）

2012年
- 數碼寶貝合體戰爭 穿越時空的少年獵人們（菲利斯獸）

2013年
- 佛朗明哥武士（火焰怪）
- ONE PIECE×美食獵人×七龍珠Z 超夢幻合作特別篇!!（貝基塔）

2014年
- 七龍珠改 (第2期)（貝基塔）
- 記錄的地平線2（傑雷德·耿恩）

2015年
- 雨色可可（天見浩司[16]）
- 七龍珠超（貝基塔）
- 雨色可可 Rainy color歡迎您的光臨！（天見浩司[16]）

2016年
- 魔法護士小麥R（紅外線相機怪人）
- 雨色可可 in Hawaii（天見浩司）
- 名偵探柯南 Episode"ONE" 變小的名偵探（服部平次）

2017年
- 銀魂 走光篇（草薙）
- 雨色Convention（天見浩司）

2019年
- 雨色可可side G（天見浩司[17]）
- 環戰公主（齊格菲利德[18]、MR司儀、相澤誠）
- ACTORS -Songs Connection-（日语：ACTORS）（長野影虎[19]）

### 電影動畫
1985年
- （久保田幸雄）

1986年
- 時空旅人（森蘭丸[20]、戰時少年[20]）
- 赤腳阿元2

1987年
- 全送給大家了（日语：みんなあげちゃう）（地下中六郎）
- 他和搖籃曲：星期三的灰姑娘（日语：あいつとララバイ）（菱木研二）
- 聖鬥士星矢系列[注 2]（仙女座瞬（日语：アンドロメダ星座の瞬））
- 哆啦A夢：大雄與龍之騎士（地底人D）

1988年
- 銀河英雄傳說：我的征途是星辰大海（萊因哈特·馮·羅嚴克拉姆[21]）
- 相聚一刻 完結篇（二階堂望）
- 劇場版 淑女小琳!!（日语：レディ!!#レディレディ!!）（亞瑟）

1989年
- 五星物語（雷帝歐斯·蘇普／天照帝）

1990年
- 「EIJI」（日语：「エイジ」）（赤木英兒）
- 劍之介少爺（日语：剣之介さま）（暴走族A）
- 劇場版 魔法使莎莉（風之精靈）

1991年
- 劇場版 神通小精靈（日语：まじかる☆タルるートくん (1991年の映画)）（原子力）
- 神通小精靈：燃燒吧！友情的魔法大戰（日语：まじかる☆タルるートくん 燃えろ!友情の魔法大戦）（原子力）

1992年
- 機動戰士鋼彈0083：吉翁的殘光（浦木宏）
- 小甜甜（安索尼）
- 三國志 第一部·英雄的黎明（諸葛瑾〈初代〉）
- 七龍珠[錨點失效]系列[注 3]（貝吉塔[22][23]、悟吉塔）
- 神通小精靈：喜歡，喜歡，我喜歡章魚燒！（日语：まじかる☆タルるートくん すき・すき タコ焼きっ!）（原子力）
- 鐵拳對鋼拳（米示）

1993年
- 銀河英雄傳說：新戰爭的序曲（萊因哈特·馮·羅嚴克拉姆）
- 三國志 第二部·燃燒的長江！（劉琮）
- 鐵拳對鋼拳 1993（前田用高）

1994年
- 劇場版 GS美神（橫島忠夫）

1999年
- （笑笑大王的家臣）
- 名偵探柯南：世紀末的魔術師（服部平次[24]）

2000年
- A·LI·CE（日语：A・LI・CE）（尼羅[25]）

2003年
- 名偵探柯南：迷宮的十字路（服部平次[26]）

2006年
- 名偵探柯南：偵探們的鎮魂歌（服部平次[27]）

2009年
- 名偵探柯南：漆黑的追跡者（服部平次[28]）

2010年
- 名偵探柯南：天空的遇難船（服部平次[29]）

2013年
- 名偵探柯南：絕海的偵探（服部平次[30]）

2017年
- 名偵探柯南：唐紅的戀歌（服部平次）

2022年
- 七龍珠超 超級英雄（贝吉塔）

2024年
- 名偵探柯南：100萬美元的五稜星（服部平次[31]）

2025年
- 劇場版物怪 第二章 火鼠（藤卷[32]）

### OVA
1983年
- 宇宙战争DALLOS（游擊隊）

1985年
- 福星小子 了子的九月茶會
- 風中之露（日语：るんは風の中）（班上同學）

1986年
- 湘南爆走族（中坊）
- 超獸機神斷空我 給死者們的鎮魂歌（克里斯、凱姆）
- DELPOWER-X 爆發奇蹟元氣!!（日语：デルパワーX 爆発みらくる元気!!）（宮本陽輔）
- Pelican Road Club Caroucha（日语：ペリカンロード）（渡邊憲一）

1987年
- Good Morning 艾爾媞亞（日语：Good Morningアルテア）（加洛里伊）
- Space Fantasia 2001夜物語（日语：2001夜物語#スペース・ファンタジア 2001夜物語）（托比、電腦）
- 超獸機神斷空我 GOD BLESS DANCOUGA（克里斯、凱姆）
- 破邪大星彈劾凰（日语：破邪大星ダンガイオー）（閃光）
- （淺井輝雄）
- 競技裝甲LEGACIAM（日语：レリックアーマーLEGACIAM）

1988年
- 吸血姬美夕（袖樹桂）
- 銀河英雄傳說（萊因哈特·馮·羅嚴克拉姆[33]）
- 哭泣殺神（揚）
- 雷諾尼都紀事 Dragon Slayer傳說（菲格·卡姆拉）
- 瑪丹娜 炎之老師（日语：マドンナ (漫画)）（赤城山）

1989年
- THE HARD BOUNTY HUNTER（日语：ザ・ハード）（絲吉）
- 手天童子（手天童子郎）
- 新·足球小將翼（次藤洋）
- 超獸機神斷空我 白熱之終章（克里斯、凱姆）
- 風魔小次郎（闇鬼）
- 魔狩人 DEMON HUNTER（日语：毛羽毛現 (漫画家)）（澤口隆司）
- 魔獸戰線（日语：魔獣戦線）（巴里斯博士）
- （花岡龍二）

1990年
- 星座宮神話（日语：アリーズ）（赫耳墨斯／麻宮利巳）
- 押忍!! 空手部（日语：押忍!!空手部）（齊藤）
- （生島直人）
- 變形金剛Z（ムーンレーダー）
- 天外魔境 自來也朧變化（月丸）
- 天上篇 宇宙皇子（日语：宇宙皇子）（田加良）
- 高校太保（日语：ビー・バップ・ハイスクール）（山崎）
- 宇宙船製造方法（日语：藤子不二雄アニメ史#OVA）（志貴杜）
- 變幻退魔夜行 迦樓羅漫舞！仙台小芥子怨靈歌（日语：カルラ舞う!）（伊野刑警）
- 青春狂想曲（日语：八神くんの家庭の事情）（二村純二）

1991年
- 人妖白書（日语：おカマ白書）（岡間進也）
- 機動戰士鋼彈0083：Stardust Memory（浦木宏[34]）
- （里克）
- 含羞草（門松直人）

1992年
- 變色龍（日语：カメレオン (漫画)）（由來薰）
- 機神兵團（日语：機神兵団）（傑克）
- 遊（山田英二〈第2代〉、山下）
- 帥氣女朋友（日语：ハンサムな彼女）（可兒收）

1993年
- 少年足球（佐藤真吾）
- 猩猩人2（日语：ゴリラーマン）
- 七龍珠Z外傳 賽亞人滅絕計畫（貝吉塔）
- 地球守護靈（藥師丸北斗）

1994年
- KIZUNA -絆-（日语：KIZUNA）（佐賀野佳）
- KIZUNA 2（佐賀野佳）
- 漂之男子漢（日语：クローズ）
- 疾風戰士銀堡壘 在銀光的旗幟下（龍健）
- 別人的關係（光一）
- 七都市物語 ～北極海戰線～（日语：七都市物語）（龍威）

1995年
- 戰少女（卡歐斯）
- 人間革命（日语：人間革命）（吉川雄助）
- 別認輸了！魔劍道（日语：負けるな!魔剣道）（杜羅）
- 妖精姬（日语：妖精姫レーン）（全集院琢磨）

1996年
- 超人力霸王超鬥士激傳（日语：ウルトラマン超闘士激伝）（鬥士超人力霸王太郎／超鬥士超人力霸王太郎、宇宙恐龍杰頓（日语：ゼットン）／Hyper杰頓／鬥士杰頓）
- 王家的紋章（吉米）

1998年
- 銀河英雄傳說（萊因哈特·馮·羅嚴克拉姆）
  - 白銀之谷
  - 朝之夢、夜之歌
  - 汙名
  - 千億的星辰、千億的光芒（萊因哈特·馮·羅嚴克拉姆）

1999年
- 銀河少女警察 The Animation（里格爾）

2000年
- 銀河英雄傳說外傳（萊因哈特·馮·羅嚴克拉姆）
  - 反叛者
  - 決鬥者
  - 奪還者
  - 第三次迪亞馬特會戰
- 名偵探柯南 柯南vs基德vs鐵劍 寶刀爭奪大決戰（服部平次、鬼丸猛、庄之助）

2002年
- 聖鬥士星矢 冥王黑帝斯十二宮篇（日语：聖闘士星矢 冥王ハーデス編）（仙女座瞬（日语：アンドロメダ星座の瞬））
- 名偵探柯南 16個嫌疑犯（服部平次）

2003年
- 名偵探柯南 柯南、平次與失蹤的少年（服部平次）

2005年
- 永遠的阿賽莉亞（日语：永遠のアセリア）（碧光陰）

2006年
- 名偵探柯南 追蹤消失的鑽石！柯南、平次vs基德！（服部平次、布川貴文）

2008年
- 七龍珠 唷！歸來的孫悟空與夥伴們!!（日语：ドラゴンボール オッス!帰ってきた孫悟空と仲間たち!!）（貝吉塔）

2009年
- 名偵探柯南 10年後的陌生人（服部平次）

2010年
- 名偵探柯南 MAGIC FILE4 通往大阪什錦煎餅的艱辛之路[[[Wikipedia:格式手册/链接#章節|錨點失效]]]（服部平次）
- 七龍珠Z外傳 超级賽亞人滅絕計畫（貝吉塔）

2011年
- 名偵探柯南 MAGIC FILE2011 新潟～東京 禮物狂想曲（服部平次）

2012年
- 史上最強弟子兼一（谷本夏）[注 4]

2013年
- 史上最強弟子兼一（谷本夏）[注 5]

2014年
- 史上最強弟子兼一（谷本夏）[注 6]

### 網絡動畫
- 超級龍珠英雄（2018年，貝基塔、貝基塔：XENO、貝吉特、貝吉特：XENO、悟吉塔）

### 遊戲
1986年
- 銀河傳承（日语：銀河伝承）（悟）

1990年
- Golden Axe（日语：ゴールデンアックス）（士兵A、市民A、國王）[注 7]
- 死亡使者（日语：デスブリンガー）（主角）

1991年
- 厄尼斯特·埃凡斯（日语：アーネスト・エバンスシリーズ）（齊格弗里德·蒙喬森）
- 高擲彈兵（對話場景的聲音）
- 精靈戰士斯普利根（傑加）
- 夢幻模擬戰（雷丁）
- 伍德斯托克星球 時尚的恐怖樂團（日语：惑星ウッドストック ファンキーホラーバンド）（克勞斯）

1992年
- EMERALD DRAGON（日语：エメラルドドラゴン）（哈斯蘭）
- （速水徹）
- 熱血行進曲（國夫）[注 7]
- 死亡使者 深藏不露的紋章（日语：デスブリンガー）（主角）

1993年
- 安妮特回來了（日语：アーネスト・エバンスシリーズ#アネット再び）（邪神奈亞拉托提普）
- VainDream（日语：ヴェインドリーム）（拉法耶魯）
- 熱血物語（國夫）[注 7]
- 雙截龍系列II The Revenge（比利·李）[注 7]
- 七龍珠Z 超武鬥傳（貝吉塔）
- 七龍珠Z 超武鬥傳2（貝吉塔）
- （亞克）
- 幽☆遊☆白書（日语：幽☆遊☆白書 (スーパーファミコン)）（鴉）[注 8]
- 幽☆遊☆白書 闇勝負!! 暗黑武術會（日语：幽☆遊☆白書 闇勝負!!暗黒武術会）（鴉）

1994年
- 國夫的黑輪（日语：くにおのおでん）（國夫）
- GS美神（橫島忠夫）
- （阿修）
- 吞食天地 [注 7]
- 七龍珠Z 偉大孫悟空傳說（日语：ドラゴンボールZ 偉大なる孫悟空伝説）（貝吉塔）
- 七龍珠Z外傳 真賽亞人滅絕計畫 -宇宙篇-（貝吉塔）
- 七龍珠Z外傳 真賽亞人滅絕計畫 -地球篇-（貝吉塔）
- 七龍珠Z 超武鬥傳3（貝吉塔）
- 七龍珠Z 武勇烈傳（日语：ドラゴンボールZ 武勇烈伝）（貝吉塔）
- 七龍珠Z2 Super Battle（日语：ドラゴンボールZ2 Super Battle）（貝吉塔）
- （的聲音）[注 9]
- 魔法氣泡CD（那斯葛雷夫）
- Monster Maker 闇之龍騎士（日语：モンスターメーカー）（艾爾賽斯）[注 7]
- 幽☆遊☆白書 特別篇（鴉）
- 夢幻模擬戰II（瑞德）

1995年
- 輝水晶傳說Astal（日语：輝水晶伝説アスタル）（蓋斯特）
- 七龍珠Z Ultimate Battle 22（日语：ドラゴンボールZ Ultimate Battle 22）（貝吉塔、哥吉塔）
- 七龍珠Z 真武鬥傳（日语：ドラゴンボールZ 真武闘伝）（貝吉塔）
- 別認輸了！魔劍道（日语：負けるな!魔剣道）（妖怪刑事）

1996年
- 熱血鬥球傳說（日语：くにおの熱血闘球伝説）（國夫）
- 第4次超級機器人大戰S（浦木宏）
- 七龍珠Z 偉大龍珠傳說（日语：ドラゴンボールZ 偉大なるドラゴンボール伝説）（貝吉塔）
- 七龍珠Z HYPER DIMENSION（日语：ドラゴンボールZ HYPER DIMENSION）（貝吉塔、貝吉特）
- FEDA重製版 ～正義的象徵～（日语：フェーダ）（飛影）
- 魔法氣泡CD通（日语：ぷよぷよ通）（那斯葛雷夫、帕拉拉）
- 銀河少女警察系列 ～銀河少女警察2086～（里格爾）

1997年
- 恐怖新聞（日语：恐怖新聞）（鬼形禮）
- 銀河英雄傳說PLUS（萊因哈特·馮·羅嚴克拉姆）
- 黑之斷章（日语：涼崎探偵事務所ファイル）（草薙）
- 裝甲戰士（日语：サイバーボッツ）（神樂千代丸）
- 超級機器人大戰F（浦木宏）
- 七龍珠 FINAL BOUT（日语：ドラゴンボール FINAL BOUT）（貝吉塔、貝吉特）
- 熱砂惑星（彈）
- （堀川翔）
- FEDA 2（飛影）

1998年
- SD鋼彈 G世代（浦木宏）
- 機動戰士鋼彈 基連的野望（日语：機動戦士ガンダム ギレンの野望）（浦木宏）
- 櫻花大戰2 ～願君平安～（帕西·霍華）
- 超級機器人大戰F 完結編（浦木宏）
- 星海遊俠2 二次進化（波曼·鎮、蒂亞斯·弗拉克）
- 純愛手札 Drama Series Vol.2 ～彩之戀曲～（田村康司）
- Mystic Mind ～顫抖的感情～（日语：Mystic Mind 〜揺れる想い〜）（三輪祐一）
- 純愛騎士R 大冒險篇（日语：みつめてナイトR 大冒険編）（暗黑王子）
- 夢☆色（工藤淳）

1999年
- SD鋼彈 G世代 ZERO（浦木宏）
- 超級機器人大戰完全版（浦木宏）
- 小角色遊戲 銀河英雄傳說（萊因哈特·馮·羅嚴克拉姆）
- 任天堂明星大亂鬥（飛隼隊長（日语：キャプテン・ファルコン））
- 力石戰士（艾德華·霍克）
- FRIENDS ～閃耀的青春～（日语：同窓会 (ゲーム)）（遠藤進）

2000年
- 機戰傭兵2（日语：アーマード・コア2）（電腦聲音）
- SD鋼彈 G世代-F（浦木宏、羅傑·拿吐諾（日语：新機動戦記ガンダムW デュアルストーリー G-UNIT#登場人物））
- 神來（卡卡特）
- 機動戰士鋼彈 基連的野望 吉翁的系譜（日语：機動戦士ガンダム ギレンの野望 ジオンの系譜）（浦木宏）
- 超級機器人大戰α（浦木宏）
- 力石戰士2（艾德華·霍克）
- 勇者之光 純白的預言者（洛克·拉斯·弗羅列斯）
- 名偵探柯南 三人的名推理[[[Wikipedia:格式手册/链接#章節|錨點失效]]]（服部平次、島田悟、SP·A）

2001年
- SD鋼彈 G世代-F.I.F（浦木宏、羅傑·拿吐諾）
- 超級機器人大戰α for Dreamcast（浦木宏）
- 超級機器人大戰α外傳（浦木宏）
- 任天堂明星大亂鬥DX（飛隼隊長）

2002年
- SD鋼彈 G世代 NEO（浦木宏）
- 機動戰士鋼彈戰記 Lost War Chronicles（浦木宏）
- 機動戰士鋼彈 基連的野望 吉翁獨立戰爭記（日语：機動戦士ガンダム ギレンの野望 ジオン独立戦争記）（浦木宏、羅伯特·基里亞姆）
- 超級機器人大戰IMPACT（日语：スーパーロボット大戦IMPACT）（浦木宏、凱姆、閃光）
- 命運傳奇2（米克多朗）

2003年
- 機動戰士鋼彈 宇宙相逢（日语：機動戦士ガンダム めぐりあい宇宙）（浦木宏）
- 第2次超級機器人大戰α（浦木宏）
- 七龍珠Z（日语：ドラゴンボールZ (ゲーム)）（貝吉塔）

2004年
- SD鋼彈 G世代 SEED（浦木宏）
- CROSS†CHANNEL ～To all people～（新川豐）
- 星空夜語（日语：ステラデウス）（葛瑞）
- 七龍珠Z 武空鬥劇（日语：ドラゴンボールZ 舞空闘劇）（貝吉塔）
- 七龍珠Z2（日语：ドラゴンボールZ2）（貝吉塔）

2005年
- 宇宙戰艦大和號 暗黑星團団帝國的逆襲（ミヨーズ）
- 永遠的阿賽莉亞： 大地的盡頭（日语：永遠のアセリア）（碧光陰）
- 聖鬥士星矢 聖域十二宮篇（日语：聖闘士星矢 聖域十二宮編）（仙女座瞬（日语：アンドロメダ星座の瞬））
- 第3次超級機器人大戰α 終焉之銀河（浦木宏）
- 超七龍珠Z（日语：超ドラゴンボールZ）（貝吉塔）
- 七龍珠Z外傳 賽亞人滅絕計畫 -地球篇-（貝吉塔）
- 七龍珠Z Sparking！（日语：ドラゴンボールZ Sparking!）（貝吉塔、貝吉特、哥吉塔）
- 七龍珠Z 舞空烈戰（日语：ドラゴンボールZ 舞空烈戦）（貝吉塔）
- 七龍珠Z3（日语：ドラゴンボールZ3）（貝吉塔、貝吉特、哥吉塔）
- 幽☆遊☆白書FOREVER（日语：幽☆遊☆白書FOREVER）（鴉）

2006年
- Another Century's Episode 2（浦木宏）
- SD鋼彈 G世代 PORTABLE（浦木宏）
- 命運傳奇（米克多朗）[注 10]
- 七龍珠Z 真武道會（日语：ドラゴンボールZ 真武道会）（貝吉塔、貝吉特）
- 七龍珠Z Sparking！NEO（日语：ドラゴンボールZ Sparking! NEO）（貝吉塔、貝吉特、哥吉塔）
- 戰鬥競技場D.O.N（日语：バトルスタジアムD.O.N）（貝吉塔）

2007年
- SD鋼彈 G世代 SPIRITS（浦木宏）
- THE BATTLE OF 幽☆遊☆白書 ～死鬥！暗黑武術會～ 120%（鴉）
- 史上最強弟子兼一 激鬥！諸神黃昏八拳豪（谷本夏／隱者）
- Shining Force EXA（日语：シャイニング・フォース イクサ）（拉格納達姆III世）
- 七龍珠Z 真武道會2（日语：ドラゴンボールZ 真武道会2）（貝吉塔、貝吉特）
- 七龍珠Z Sparking！METEOR（日语：ドラゴンボールZ Sparking! METEOR）（貝吉塔、貝吉特、哥吉塔）
- 七龍珠Z 遙遠的悟空傳說（貝吉塔）
- （國谷和樹）
  - （國谷和樹）
- 最終幻想IV（基爾巴特·克里斯·馮·繆爾、賽姆斯、賽洛姆斯）[注 11]
- 名偵探柯南 追憶的幻想（服部平次）
- 失落的奧德賽（土爾坦）

2008年
- 機動戰士鋼彈 鋼彈VS.鋼彈（日语：機動戦士ガンダム ガンダムVS.ガンダム）（浦木宏）
- 機動戰士鋼彈 基連的野望 阿克西斯的威脅（日语：機動戦士ガンダム ギレンの野望 アクシズの脅威）（浦木宏）
- 超級機器人大戰A PORTABLE（浦木宏）
- 任天堂明星大亂鬥X（飛隼隊長）
- 七龍珠Z 無限世界（日语：ドラゴンボールZ インフィニットワールド）（貝吉塔、貝吉特）
- 七龍珠Z 爆發極限（日语：ドラゴンボールZ バーストリミット）（貝吉塔、貝吉特、哥吉塔）

2009年
- SD鋼彈 G世代 WARS（浦木宏）
- 機動戰士鋼彈 鋼彈VS.鋼彈NEXT（日语：機動戦士ガンダム ガンダムVS.ガンダムNEXT）（浦木宏）
- 機動戰士鋼彈 基連的野望 阿克西斯的威脅V（日语：機動戦士ガンダム ギレンの野望 アクシズの脅威）（浦木宏）
- 七龍珠 迅猛炸裂（日语：ドラゴンボール レイジングブラスト）（貝吉塔、貝吉特）
- 七龍珠改 賽亞人來襲（日语：ドラゴンボール改 サイヤ人来襲）（貝吉塔）
- Million KNights Vermilion（奧斯卡）

2010年
- 鋼彈無雙3（浦木宏）
- 機動戰士鋼彈 極限VS.（日语：機動戦士ガンダム エクストリームバーサス）（浦木宏）
- 異域神劍（達邦）
- 七龍珠 搭檔對決（日语：ドラゴンボール タッグバーサス）（貝吉塔）
- 七龍珠群雄（貝吉塔、貝吉特、哥吉塔、黑假面賽亞人）
- 七龍珠 迅猛炸裂2（日语：ドラゴンボール レイジングブラスト）（貝吉塔、貝吉特）

2011年
- SD鋼彈 G世代 WORLD（浦木宏）
- 七龍珠 終極炸裂（日语：ドラゴンボール アルティメットブラスト）（貝吉塔）
- 久遠之絆 再臨詔 全語音版（有坂汰一、安倍晴明）

2012年
- SD鋼彈 G世代 OVER WORLD（浦木宏）
- 機動戰士鋼彈 極限VS.火力全開（日语：機動戦士ガンダム エクストリームバーサス フルブースト）（浦木宏）

2013年
- 真·鋼彈無雙（浦木宏）
- 七龍珠群雄 究極任務（貝吉塔、貝吉特、哥吉塔）
- 名偵探柯南 懸絲木偶交響曲（服部平次[35]）

2014年
- 女友伴身邊（惡水泳紳士[36]）
- 機動戰士鋼彈 極限VS. 全力爆發（日语：機動戦士ガンダム エクストリームバーサス マキシブースト）（浦木宏）
- 三國魂（呂布[37]）
- J-STARS Victory VS（日语：ジェイスターズ ビクトリーバーサス）（貝吉塔）
- 任天堂明星大亂鬥3DS/Wii U（飛隼隊長、達邦）
- 名偵探柯南 幻影狂詩曲（服部平次[38]）

2016年
- 七龍珠 異戰（日语：ドラゴンボール ゼノバース）（貝吉塔、大猿貝吉塔、貝吉特、哥吉塔（日语：ゴジータ））
- 美少女夢工場（龍爺爺[39]）

2016年
- 七龍珠 異戰2（貝吉塔、大猿貝吉塔、貝吉特、哥吉塔（日语：ゴジータ））
- WORLD OF FINAL FANTASY（薩洛尼亞領主）
- 超级七龍珠群雄（貝吉塔、貝吉塔：XENO、貝吉特、哥吉塔、黑假面賽亞人、貝吉塔Jr.）

2018年
- 七龍珠Fighter Z（日语：ドラゴンボール ファイターズ）（貝吉塔、貝吉特、哥吉塔）
- 星海遊俠：回憶（日语：スターオーシャン:アナムネシス）（迪亞斯·福拉克）
- 任天堂明星大亂鬥 特別版（飛隼隊長、達邦）

2019年
- JUMP FORCE（貝吉塔）
- 超級機器人大戰X-Ω（日语：スーパーロボット大戦X-Ω）（浦木宏）
- 夢幻之星Online2（キョクヤ）

2020年
- 七龍珠Z 卡卡洛特（貝吉塔、貝吉特）

### 手機
- 電子漫畫「Magical☆Dreamers」（奧威爾·賽連）
- 堀川亮的大阪方言講座

### 外語配音

#### 電影／電視影集
| 作品年份 | 作品名稱          | 配演角色              | 演員              | 媒介                  |
| -------- | ----------------- | --------------------- | ----------------- | --------------------- |
| 1944     | 與我同行          | 查克·奧馬利           | 冰·哥羅士比       | Public Domain DVD版本 |
| 1952     | 萬花嬉春          | 唐·洛克伍德           | 金·凱利           | Public Domain DVD版本 |
| 1953     | 戰地軍魂          | “金髮女郎”彼得森      | 羅伯特·肖利       | 富士電視台再錄製版    |
| 1953     | 願嫁金龜婿        | 湯姆·布魯克曼         | 卡梅倫·米歇爾     | Public Domain DVD版本 |
| 1973     | 緊急搜捕令        | 菲爾·斯威特           | 蒂姆·馬特森       | 朝日電視台版          |
| 1975     | 火燒摩天樓        | 年輕消防員            | －                | 日本電視台版          |
| 1980     | 亡命大捕頭        | 湯米·普萊士           | 勒瓦爾·布林頓     | 朝日電視台版          |
| 1982     | T·J·胡克          | －                    | －                | 日本電視台版          |
| 1982     | 開放的美國學府    | －                    | －                | 富士電視台版          |
| 1984     | 魔鬼剋星          | 男學生                | －                | 富士電視台版          |
| 1986     | 領航員            | 青年時期的傑夫·弗里曼 | 麥特·艾德勒       | 日本電視台版          |
| 1986     | 恐怖連結          | 丹尼斯                | 理查德·加內特飾   | 東京電視台版          |
| 1987     | 飛龍特攻隊        | 法爾約翰羅克          | 科林·歐米拉－     | 朝日電視台版          |
| 1991     | 裸體午餐          | Kiki                  | 約瑟夫·斯科西亞尼 | VHS版                 |
| 1995     | 寫樂 -200年的旅程 | 埃貢·席勒             | 埃貢·席勒         | NHK綜合版             |

#### 動畫
- 蝙蝠俠新冒險 (1987年版)（迪克·格雷森／羅賓）※日本電視台版。
- 湯瑪士小火車（亨利、梅維斯、奧利弗、銅管樂隊 等）※富士電視台版。
  - 湯瑪士小火車：湯瑪士和神奇鐵路（英语：Thomas and the Magic Railroad）（亨利）

### 特攝影集
1996年
- B-Fighter Kabuto（熱果獸的配音）

1998年
- 超人力霸王帝納（遊戲聲音、電視旁白）
- 鐵腕偵探露寶達（／的配音）

1999年
- 卡美拉3 邪神覺醒

2009年
- 侍戰隊真劍者（筋殼惡麻呂的配音）

2010年
- 侍戰隊真劍者VS轟音者 銀幕BANG!!（筋殼惡麻呂的配音）

2013年
- 非公認戰隊秋葉原連者 Season痛（將軍／後澤次男）[40][注 18]

### 廣播
- （2005年，日本廣播電台）
- 堀川亮（大阪放送、日本廣播電台）
- 堀川亮與市川洋介的（大阪放送、日本廣播電台）
- 堀川亮的聲優道（大阪放送、日本廣播電台）
- 廣播雨色可可（2014年－2017年，大阪放送、日本廣播電台）
- 廣播雨控!!（2017年－2018年，大阪放送、日本廣播電台）
- 廣播雨色可可side G（2018年－現在，大阪放送、日本廣播電台）

### 數位漫畫
- 失戀巧克力師（六道誠之助[41]）

### 電視劇
朝日電視網
- 朝日放送
  - 部長刑事（日语：部長刑事） 第161回、第178回、第214回、第487回（1962年－1968年）
  - 羽衣富士（日语：近鉄金曜劇場）（1965年1月1日，與TBS共同製作）
  - 加奈回來了！（日语：近鉄金曜劇場）（1966年9月23日，與TBS共同製作）
  - 戰國艷物語 第一部·阿市篇（日语：戦国艶物語#第一部・お市編）（1969年，與TBS共同製作）－萬壽丸

- 朝日電視台
  - 素浪人 月影兵庫（日语：素浪人 月影兵庫） 第2系列 第11話、第70話（1967年，與東映京都電視Pro共同製作）－三吉
  - 用心棒回來了（日语：帰って来た用心棒） 第4話「祇園小路死」（1968年，與東映京都電視Pro共同製作）
  - 素浪人 花山大吉（日语：素浪人 花山大吉） 第28話、第44話、第93話（1969年，與東映共同製作）－次郎吉、一松、藤太郎
  - 怪奇浪漫劇場（日语：怪奇ロマン劇場） 第21回「眼」（1969年12月3日）

TBS電視網
- MBS
  - 連續電視電影 鞍馬天狗（日语：鞍馬天狗 (小説)）（1967年2月6日－1968年9月30日，與松竹共同製作）- 杉作少年[42]
  - 引候（1969年4月7日－6月30日）[43]
  - 電視文學館 看過名作的日本人 第13回「源叔父」（1968年6月25日，與現代演劇協會共同製作）[44]

- TBS
  - 妖術武藝帳 第5話－第9話（1969年，與東映京都電視Pro（日语：東映京都テレビ・プロダクション）共同製作）－闇童子
  - 水戶黃門 第3部 第7話「日本一の川人足 -島田-」（1972年1月10日，與C.A.L共同製作）－三吉
  - 彥左與一心太助（日语：彦左と一心太助）（1969年11月3日－1970年10月26日，與東映共同製作）－金太
  - 大岡越前 第2部（日语：大岡越前 (テレビドラマ)#第2部） 第10話「下手人火」（1971年7月10日，與C.A.L共同製作）－佐吉
  - 家族日誌（日语：家族日誌） 第11話－第13話（1972年，與松竹共同製作）－修

富士電視台
- 錢形平次（日语：銭形平次 (大川橋蔵)） 第124回（1968年9月11日，與東映共同製作）－留吉
- 我家的男子（2009年，與共同電視台製作）－2號的配音

### 電影
- 座頭市地獄旅（日语：座頭市地獄旅）（1965年）
- 波止場（1996年）[45]
- HEVENS DOOR 殺人症候群（日语：ヘヴンズ・ドア 殺人症候群）（2003年）－栗本刑事
- 水波狂想曲（日语：さざ波ラプソディー）（2017年）－松尾矢文

### 錄影帶
- 前往首領之路（日语：首領への道）（關東連合會段上組 上原雅人）※第11、12話。

### 舞台
- 公演
  - 倭王傳 車座的物夫們（1999年10月）
  - 八岐大蛇 倭王傳 卷之貳（2001年10月）
  - LIVE WELL！（2005年8月）
- 公演
  - Only One（2001年3月）
- 公演
  - （2000年12月）
  - （2001年11月）
  - SEE YOU （2005年11月）
- 演劇實驗室∴紅王國公演
  - 不死病2006（2006年3月）
- bpm公演
  -  A GO！GO！（2007年10月13日－16日）
- Office★怪人社公演
  - Dr.（2009年9月，SUNMALL STUDIO）
- 劇團CORNFLAKES 第7回公演 「青面獸楊志」（2010年6月23日－27日，中目黑Kinkero劇院）－梁中書
- 銀河英雄傳說（2011年1月）－萊因哈特的父親[注 19]
- 朗讀劇（2011年1月30日，中野口袋劇院）
- 朝倉薰演劇團「替身」（2011年5月16日－22日，池袋劇院KASSAI）－倉本
- （2011年6月22日－26日，新宿劇院Molière）
- （2011年10月26日－30日，銀座博品館劇場（日语：博品館劇場））
- RxR「虹色輪舞曲 ～～（8枚金貨）」（2012年1月25日－29日，SPACE107）
- 阿波羅5「OVER SMILE」（2012年12月19日－23日，劇院Molière）
- （2013年2月19日－4月3日：愛知、大阪、福岡、靜岡、東京、宮城、札幌）－池口部長

### 廣播劇CD、卡式錄音帶書
- 我喜～歡聲優系列
- 優大全集 第2彈
- INFERIUS惑星戰史外傳 CONDITION GREEN（日语：インフェリウス惑星戦史外伝 CONDITION GREEN）（艾德華·T·麥雷根）
- 機動戰士鋼彈0083相關（浦木宏）
  - 機動戰士鋼彈0083 宇宙蜉蝣
  - 機動戰士鋼彈0083 倫加沖砲擊戰
- 銀河傳承（日语：銀河伝承）[注 20]
- 雷鳥神機隊秘密基地錄音帶（約翰·特雷西）
- CD廣播劇精選集 三國志（日语：CDドラマコレクションズ 三國志）（姜維伯約）
- 羅德斯島戰記 眩惑之魔石（艾雷斯）
- GS美神 極樂大作戰!! 各作品（橫島忠夫）
- 電擊CD文庫 餓狼傳說（安迪·柏格德（日语：アンディ・ボガード））
- BASTARD!! -暗黑的破壞神- 外傳（卡爾·斯）
- 橙路 Original CD Cinema（春日恭介）
- 格鬥天王'94（安迪·柏格德）
- 紫電改的真紀（日语：紫電改のマキ）（紫電改[46]）[注 21]
- 星海遊俠2 二次進化系列（蒂亞斯·弗拉克）
- KIRAKIRA合唱團 THE HEROS
- 七龍珠改 歌曲精選（貝吉塔）
- 七龍珠Z 名曲集 8 ～角色特輯2（貝吉塔）
- Voice Actor Original Drama Collection II（堀澤亮）
- 魔王勇者（老賢者）
- Messege 聲優經選 Vol.1（堀澤亮）
- 久遠之絆平安篇（安倍晴明）
- 想出消
- 星座宮神話 神話星座宮（日语：アリーズ）（赫耳墨斯）
- 新撰組異聞 蒼狼神話1 天道（永倉新八）
- CD劇場 勇者鬥惡龍V（日语：CDシアター ドラゴンクエスト）（劉卡〈青年期〉）
- Shining Force EXA（日语：シャイニング・フォース イクサ） 廣播劇CD（拉格納達姆III世）
- 奇才樂團物語「傑克斯之章」（大地）
- 奇才樂團物語「白之章」（大地）
- 流星皇子TOMMY

### 朗讀、有聲書
- 銀河英雄傳說 外傳（萊因哈特·馮·羅嚴克拉姆）
  - 尤里安·敏兹的伊謝爾倫日記
  - 黃金之翼

### BLCD
- 危 危（伊崎步）
- 銀雪 降降（高木雪彥）
- 絆 -KIZUNA- YOU'RE ALL…系列（佐賀野佳）
- 富士見二丁目交響樂團系列（守村悠季）
- 幸（毛利時生）
- 系列（山邊老師）
- Catch Me！（叶龍樹）
- Que Sera, Sera（邑藤人）
- STAMP OUT -Shootist- （中山弘道）

### 廣告
- 丸大食品（日语：丸大食品） 超人機梅塔路達香腸（1987年）
- 萬代
  - 『SD鋼彈外傳2 圓桌騎士（日语：SDガンダム外伝2 円卓の騎士）』（1992年）
  - 『七龍珠Z 超悟空傳 -覺醒篇-（日语：ドラゴンボールZ 超悟空伝 -覚醒編-）』（1995年）
  - 『七龍珠Z 舞空烈戰（日语：ドラゴンボールZ 舞空烈戦）』（2005年）
  - 『七龍珠軟糖』
  - 『交換卡片 七龍珠Z2（日语：データカードダス ドラゴンボールZ2）』
- 萬代南夢宮控股 （1993年）
- 科樂美『實況野球2（日语：実況パワフルプロ野球2）』（1995年）
- Tomy『湯瑪士小火車系列』
- 日清食品『合味道 貝吉塔』（2015年）
- Takara Tomy『爆旋陀螺Burst 大會·改造篇』（2017年）
- 彩劵『七龍珠刮刮樂』（2018年）

### 其它
- 西部觀光「Prince Hotel」旁白
- 大正製藥「力保美達D」旁白
- 七龍珠Z相關（貝吉塔）
  - 七龍珠Z3（日语：ドラゴンボールZ3） PV
  - 公開直前！「七龍珠超：布羅利」超研究
- 東京迪士尼樂園夢幻樂園『白雪公主與七個小矮人』（德彼）
- Skype™音（負責Skype日語模式的語音）
- NHK「世紀影像映像の世紀（日语：世紀影像映像の世紀）」旁白
- FUN（日语：FUN）
- 柏青哥遊戲 夜勤病棟 （比良坂龍二）
- 2010年4月號諜報員（貝基塔、萊因哈特的聲音出演）
- Anime Expo 2005
- Sakura-Con 2010
- 東京REMIX族（日语：東京REMIX族）
- DIR EN GREY「Arche」（廣告旁白）
- 小崇與小敏的大鼓道路綜藝（日语：タカアンドトシの道路バラエティ!? バスドラ）（朝日電視台，2015年5月26日）-『同CAR（第2彈）』，與難波圭一、神谷明、金田朋子共同出演

## 腳註

## 外部連結
- 堀川亮 （页面存档备份，存于） （日語）－日本電影數據庫
- 堀川亮 （页面存档备份，存于） （日語）－allcinema（日语：allcinema）
- 堀川亮 （页面存档备份，存于） （日語）－KINENOTE
- Ryō Horikawa在互联网电影资料库（IMDb）上的資料（英文）
- 堀川亮 Movie Walker （页面存档备份，存于） （日語）
- Aslead Company公式官網的聲優簡歷（PDF） （页面存档备份，存于） （日語）
- （日語）－堀川亮的官方個人部落格。
- （舊）堀川亮的官方個人部落格 （页面存档备份，存于） （日語）
- 堀川亮的X（前Twitter） （日語）
- kikubon：田中芳樹公認 銀河英雄傳說朗讀·Audio Book配信網站 （页面存档备份，存于） （日語）